# Il giustiziere (film 1953)
Il giustiziere (Law and Order) è un film western del 1953 diretto da Nathan Juran in Technicolor. È basato sul romanzo Sfida infernale (Saint Johnson) scritto da W.R. Burnett nel 1932.

## Trama
Nel 1882, lo sceriffo Frame Johnson cattura il fuorilegge Durango Kid e lo conduce a Tombstone per un processo equo. Pur rispettato, Frame si scontra con una folla inferocita decisa a linciare il prigioniero. Persino suo fratello Jimmy guida la sommossa ma Frame li affronta con fermezza. Stanco dell'ingratitudine, decide di ritirarsi e si trasferisce a Cottonwood con i fratelli Luther "Lute" e Jimmy, e il medico legale Denver Cahoon. Promette alla sua compagna Jeannie che la farà chiamare appena si saranno sistemati. A Cottonwood, Frame scopre che la città è dominata dal potente allevatore Kurt Durling, un suo vecchio nemico. Quando protegge il giovane Johnny Benton dalle minacce del figlio di Durling, Bart, quest’ultimo finisce ucciso in uno scontro. Durling fomenta la folla per vendicarsi di Johnny. Frame, allora, affida Johnny allo sceriffo Fin Elder, affinché lo porti in un'altra città per il processo ma il ragazzo viene trovato impiccato. Elder, inoltre, mentendo, accusa Frame di codardia per non aver difeso Johnny e Lute, per riparare, accetta di diventare sceriffo, ma viene assassinato da Frank Durling, fratello di Bart. Profondamente scosso, Jimmy cerca vendetta ma viene fermato da Denver. A questo punto Frame accetta l’incarico di marshal e impone il disarmo generale. Grazie al sostegno del giudice Williams e all’arrivo di Jeannie, che ora comprende le sue ragioni, l’ordine sembra tornare. Ma nuove tensioni esplodono quando Jimmy, innamorato di Maria Durling, la figlia di Kurt, si ritrova coinvolto in un nuovo scontro sanguinoso. Nel clima sempre più teso che si respira a Cottonwood, Frame dovrà affrontare scelte difficili tra giustizia, famiglia e onore, mentre le pressioni dei Durling e dei cittadini mettono a dura prova la sua determinazione e il fragile equilibrio raggiunto.

## Produzione
Il film, diretto da Nathan Juran su una sceneggiatura di John Bagni, Gwen Bagni e D.D. Beauchamp, un adattamento di Inez Cocke e un soggetto di W.R. Burnett (autore del romanzo), fu prodotto da John W. Rogers per la Universal Pictures e girato nel Red Rock Canyon State Park a Cantil, California.

## Distribuzione
Il film fu distribuito con il titolo Law and Order negli Stati Uniti dal 13 maggio 1953 al cinema dalla Universal Pictures.
Altre distribuzioni:
- in Svezia il 10 ottobre 1953 (Laglöst område)
- in Francia il 25 novembre 1953 (Quand la poudre parle)
- in Finlandia il 19 febbraio 1954 (Laki ja järjestys)
- in Danimarca il 4 luglio 1955 (Sheriffen renser ud)
- in Turchia nel novembre del 1955 (Kanun ve Nizam)
- in Portogallo il 5 dicembre 1955 (Duelo de Morte)
- in Germania Ovest il 26 agosto 1960 (Die Hand am Colt)
- in Belgio (Cinq jours de terreur)
- in Belgio (Vijf dagen schrikbewind)
- in Brasile (Com a Lei e a Ordem)
- in Spagna (La ley del Oeste)
- in Italia (Il giustiziere)

## Critica
Secondo il Morandini il film è un "western di desolante sciatteria" che sembra essere un seguito di Il vendicatore del Texas.

## Promozione
Le tagline sono:
- From Dodge City to Tombstone...His Guns Were The Only Law!
- The story of Frame Johnson and the five days of fury when he stood alone against the last of the Southwest's renegade rule!
- The story of Frame Johnson... last of the great shooting marshals!
- A badge was his life... a saddle his home... and a six-gun his only friend!
- He led Arizona's last great war on renegade rule!
- Haunted by a woman's scarlet lips! Hated by the brother who called him "coward"! Hunted by the man with the iron fist!